# Mark Epstein
Mark Epstein MD (* 1953) je americký psychiatr známý svými pracemi o buddhismu a psychoterapii.
Je absolventem Harvard College a Harvard Medical School. Od svých dvaceti let praktikuje buddhismus pod vedením Josepha Goldsteina a Jacka Kornfielda. V současné době vyučuje v postgraduálním studiu psychoterapie a psychoanalýzy na Newyorské univerzitě a zároveň pracuje jako psychiatr v soukromé praxi.

## Dílo
- EPSTEIN, Mark. Myšlenky bez myslitele. Praha: Maitrea, 2013.
- EPSTEIN, Mark. The Trauma of Everyday Life. New York: The Penguin Press HC, 2013.
- EPSTEIN, Mark. Going on Being: Life at the Crossroads of Buddhism and Psychotherapy. Somerville, Mass.: Wisdom Publications, 2008.
- EPSTEIN, Mark. Psychotherapy Without the Self: A Buddhist Perspective. New Haven, CT: Yale University Press, 2008.
- EPSTEIN, Mark. Open to Desire: Embracing a Lust for Life Insights from Buddhism and Psychotherapy. New York: Gotham, 2005.
- EPSTEIN, Mark. Going to Pieces Without Falling Apart. New York: Broadway Books, 1998.